# Kurt Josef Schley

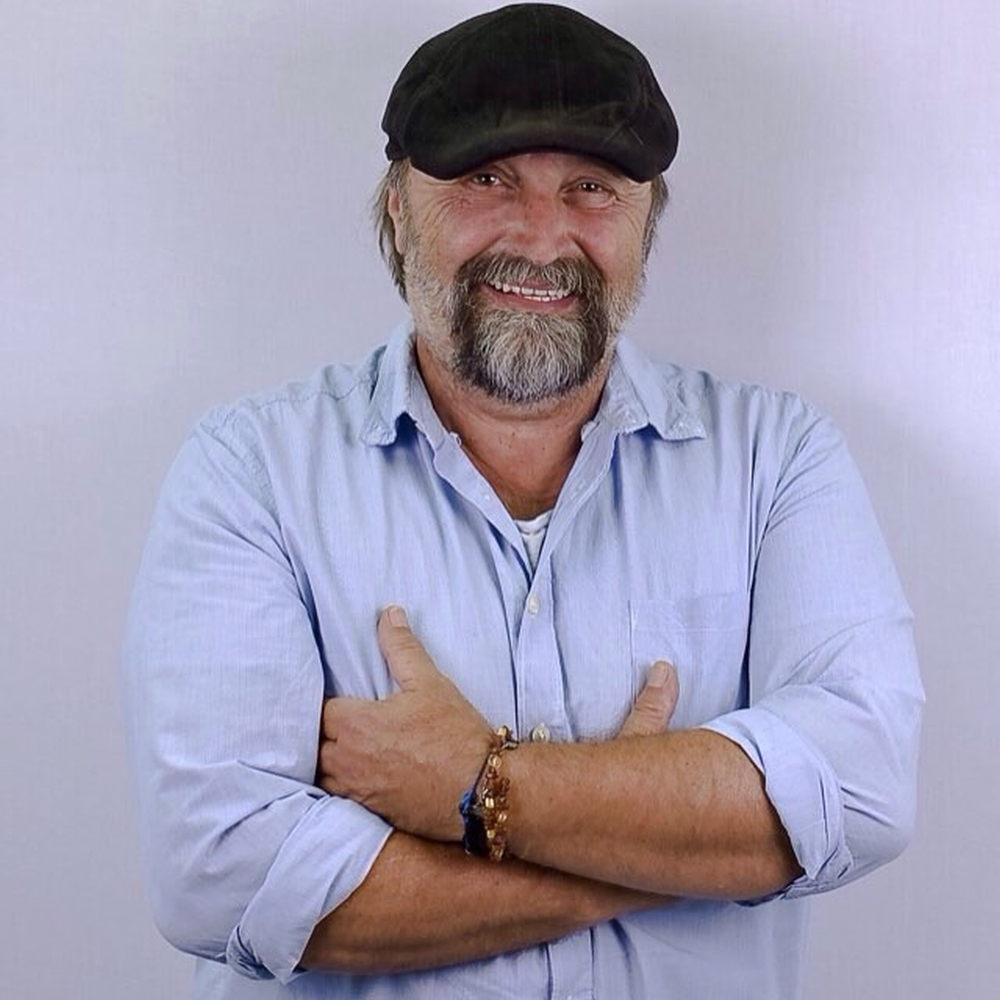
Kurt Josef Schley

Kurt Josef Schley (* 22. Juli 1953 in Offenburg) ist ein deutscher Psychotherapeut, Pädagoge und Autor.

## Lebenslauf
Kurt Schley wuchs als Sohn von Arthur und Apolonia Schley in Schutterwald nähe Offenburg auf. Die Schule besuchte er in Schutterwald und erlangte danach in Offenburg seine Fachhochschulreife. 1981 schloss er sein Studium an der Katholischen Hochschule Freiburg ab.
Von 1990 bis 1991 war er Leiter und Initiator des Hauses „Maria Frieden“ in Oberharmersbach, Hospizeinrichtung und Begegnungszentrum für HIV – infizierte Menschen / AIDS Erkrankte, psychosoziale Beratung und Begleitung, Angehörigenarbeit.
1996 gründete er das Instituts für Experientielles Reiten und Therapie (IFERT), das Ausbildungsgänge in experientieller Reittherapie und Sozialtherapie anbietet. 1996 begann er mit der Entwicklung einer innovativen Therapieform im Bereich des therapeutischen Reitens auf der Grundlage des Experientiellen Ansatzes von Gendlin.
Im Jahr 2001 gründete er zusammen mit seiner Frau Sonja Schley die stationäre Jugendhilfeeinrichtung Pegasus in Schutterwald. Dort übernahm er die Position des therapeutischen Leiters.
Seit dem Jahr 2002 ist er als Kinder- und Jugendlichenpsychotherapeut mit eigener Praxis unter dem Namen Praxis für Kinder- und Jugendlichenpsychotherapie / Schwerpunkt Verhaltenstherapie Kurt Schley in Offenburg tätig. Die Eröffnung einer Zweigniederlassung in Lahr/Schwarzwald folgte 2017.
Von 2005 bis 2010 war Schley in der Ausbildung von Experientiellen Reittherapeuten in Kooperation mit dem Institut für Angewandte Forschung an der Katholischen Hochschule Freiburg engagiert.
Im Jahr 2008 eröffnete er eine anerkannte Lehrpraxis für Verhaltenstherapie bei Kindern und Jugendlichen unter dem Namen Lehrpraxis Kurt Schley in Offenburg.
Seit dem Jahr 2010 besteht eine Kooperation für wissenschaftliche Zusammenarbeit, Forschung und Lehre in den Bereichen Pädagogik und angewandte Psychologie/Psychotherapie mit der UIPA in Charkiw.
Er war seitdem dort lehrend im Fachbereich Pädagogik und angewandte Psychologie tätig und wurde dann im Jahr November 2014 mit den Ehrenprofessorenwürden ausgezeichnet, die Auszeichnung als Ehrendoktor folgte am 9. Mai 2015.
Im Jahr 2011 gründete er zusammen mit seiner Frau Sonja Schley und seinen Töchtern Lisa und Theresa Schley die Pegasus Fachschulen für Soziale- und Pflegeberufen gGmbH, hier ist er seither tätig als Geschäftsführer und Gesellschafter sowie als Dozent im Bereich Psychologie, Pädagogik und Sozialarbeitswissenschaften.
2012 gründete Schley die Offenburger Akademie für Psychotherapie (ein staatlich anerkanntes Ausbildungsinstitut für Kinder- und Jugendlichenpsychotherapie). Mit den Institutsambulanzen Offenburg, Lahr/Schwarzwald und Emmendingen, 2024 folgte die Institutsambulanz in Karlsruhe, dort ist er seitdem als Leiter, Lehrtherapeut und Supervisor für Verhaltenstherapie tätig.
Ab 2017 übernahm Herr Schley Lehrtätigkeiten angewandte Psychologie, psychotherapieverfahren mit Kindern und Jugendlichen und Experientiellen Verhaltenstherapie mit Kindern und Jugendlichen im Studiengang „Praktisch angewandte Psychologie“ bei der UIPA in Charkiw.
Im Jahr 2021 gründete Kurt Schley die Pegasus Werk- und Dienstleistungen UG ein integratives Projekt zur beruflichen Eingliederung von Jugendlichen dort fungiert er als Hauptgesellschaften und Geschäftsführer.
Im Oktober 2022 wurde Kurt Schley Honorarprofessor für Psychologie an der UIPA in Charkiw.

## Akademische und ehrenamtliche Tätigkeiten
Kurt Schley ist nicht nur in der praktischen Arbeit engagiert, sondern hat sich auch akademische und ehrenamtliche eingebracht:
Er erlangte 1993 vom Gesundheitsamt Freiburg die Zulassung als Psychotherapeut und erhielt später vom Regierungspräsidium Stuttgart die Approbation zum Kinder- und Jugendlichenpsychotherapeuten.
Neben seiner Tätigkeit als Dozent und Ausbilder engagierte er sich unter anderem von 1992 bis 1994 als Gründungsmitglied und erster Vorsitzender des Hospizvereins Offenburg.
Darüber hinaus war er maßgeblich an Projekten wie der Wiederansiedlung des Weißstorches in der Ortenau (von 1996 bis heute) und der AIDS-Hilfe Offenburg (1990–1992) beteiligt.

## Die Experientielle (erlebensbezogene) Verhaltenstherapie
Kurt Schley ist insbesondere für seine Arbeit im Bereich der Experientiellen Verhaltenstherapie bekannt. Diese Therapieform basiert auf dem Konzept, dass Veränderungen im Verhalten durch das bewusste Erleben und Verarbeiten von Emotionen und Erfahrungen erreicht werden können. Sie integriert Elemente aus der klassischen Verhaltenstherapie mit erlebensorientierten Ansätzen, um tiefgreifende Veränderungen, nach den Focusingansatz von Prof. Eugene Gentlin und dem klientenzentrierten Ansatz nach Carl Rodgers, bei den Klienten zu bewirken.
Schley hat 1996 maßgeblich zur Entwicklung und Verbreitung dieser Therapieform beigetragen, insbesondere durch die Gründung des Instituts für Experientielles Reiten und Therapie (IFERT) sowie durch die Gründung der Offenburger Akademie für Psychotherapie im Jahr 2012. Dort werden Ausbildungsgänge in experientieller Reittherapie sowie in experientieller Verhaltenstherapie angeboten, die darauf abzielen, Therapeuten zu befähigen, die Kraft des Erlebens und der Selbstreflexion in ihre therapeutische Arbeit zu integrieren.
Weitere vertiefende Forschungen in diesem Gebiet und die Weiterentwicklung der Experientiellen (erlebensbezogene) Verhaltenstherapie hat Herr Schley später ab 2012 in der Offenburger Akademie für Psychotherapie durchgeführt.

## Schriften / Artikel
- Schley K., Sokolova i. M., Nikitina o. P. „Sektion der Sozial- und Wirtschaftswissenschaften“ 2018 wissenschaftliche Diskussion (praha, Tschechische Republik) ISSN 3041-4245
- Das Programm zur Bildung der Konstruktiven Einstellung für viele Schüler Sokolova I. M., Shley Kurt. „Klinische und psychologische Prädiktoren des psychophysiologischen Zustands im Jugendalter“ Znanstvena misel Zeitschrift, Ljubljana, Slowenien. - 2017. - Vp. 6. - S. 61–64. Ausländischen Visionen
- Schley Kurt, Ludvichek K. V. „Kompetenzansatz zur Entwicklung von Modellen und Curricula für emotionale Intelligenz in der Ausbildung von Kinder- und Jugendpsychotherapeuten“ // International Academic Bulletin. - 2016. - Ausgabe. 2 (14). - S. 57–63.
- Schley Kurt, Ludvichek KV „Das Paradigma der Fokussierung der Aufmerksamkeit in der Ausbildung und medizinischen Praxis von Kinder- und Jugendpsychotherapeuten“ Teil I. // Internationales Akademisches Bulletin. - 2016. - 3 (15). - S. 57–63.
- Schley Kurt, Bozhko NV „Integration pädagogischer und psychotherapeutischer Kompetenzen in Bildungsprozesse“ // International Academic Bulletin. - 2016. - Ausgabe Nr. 3 (15). - S. 31–36.
- Schley Kurt, Ludvichek KV, Kitaygorodskaya „IV Das Paradigma der Fokussierung der Aufmerksamkeit in der Ausbildung und medizinischen Praxis von Kinder- und Jugendpsychotherapeuten.“ Teil II. // Internationales Akademisches Bulletin. 2016. 4 (16). S. 55–60.
- Schley Kurt, Bozhko NV „Integriertes Fortbildungsseminar als Ausbildungsform für Fachärzte für Pädagogik und Psychotherapie“  // Tagungsband der II. Internationalen Wissenschafts- und Praxiskonferenz „Internationale Zusammenarbeit für lokale Entwicklung“ Kramatorsk, 2016. - Teil 1.- S. 19–22.

## Auszeichnungen
1. Ehrenprofessorwürden 2014[7]
2. Auszeichnung als Ehrendoktor 2015[23]